# Quamtana nyahururu
Quamtana nyahururu – gatunek pająka z rodziny nasosznikowatych.
Gatunek ten opisany został w 2012 roku przez Bernharda Hubera i Charlesa Warui. Lokalizacją typową są Thompson Falls w pobliżu Nyahururu.
U holotypego samca długość ciała wynosi 1,6 mm, a długość pierwszego odnóża: 13 mm. Prosoma jest ubarwiona jasnobiaławo z szeroką przepaską środkową na karapaksie, obejmującym nadustek. Oczy przednio-środkowej pary całkiem zanikłe. Odnóża są jasnoochrowożółte, nieobrączkowane. Szczękoczułki samca mają apofizy proksymalno-boczne i dystalno-frontalne, z których każda nosi dwa długie, zmodyfikowane włoski. Nogogłaszczki samca pozbawione są apofizy na biodrach, mają apofizę w części tylno-boczno-brzusznej krętarzy oraz T-kształtny wyrostek na bulbusie. Barwa opistosomy jest jednolicie jasnoszara. Samicę cechuje niezesklerotyzowane epigyne z parą drobnych kieszonek przy tylnej krawędzi.
Pająk znany z Kenii i Tanzanii.